# Hylopezus
Hylopezus é um género de ave da família Grallariidae.
Este género contém as seguintes espécies:
- Hylopezus auricularis
- Hylopezus berlepschi
- Hylopezus dives
- Hylopezus fulviventris
- Hylopezus macularius
- Hylopezus nattereri
- Hylopezus ochroleucus
- Hylopezus perspicillatus